# Oranje bladvlieskelkje
Het oranje bladvlieskelkje (Hymenoscyphus epiphyllus) is een schimmel behorend tot de familie Helotiaceae. Het leeft saprotroof op afgevallen bladeren, hout van loofbomen en ander vuil. Met name bekend van eik (Quercus), eikeldoppen en beukenapjes. Ook komt het voor op afgevallen naalden van spar (Picea)

## Kenmerken

### Uiterlijke kenmerken
De apothecia (vruchtlichamen) zijn bekervormig en hebben een diameter van 1-3(6) mm. De bekers zijn geelachtig, witachtig bij natte omstandigheden, met een scherpe, vaak licht gebogen rand, aan de buitenkant fijn viltig. De steel is kort en dik, dezelfde kleur als de beker.

### Microscopische kenmerken
De asci zijn cilindrisch-knotsvormig, licht amyloïde en meten 65–75 × 6,5–8 µm. Hij heeft een zeer bittere smaak. De ascosporen zijn wit en meten 10–18 × 4–6,5 µm, zelden ook 11–15 × 2,5–3,5 µm. Op latere leeftijd zijn guttulerend en soms gesepteerd. De filamenteuze parafysen zijn ongeveer 2 µm breed. Hij heeft een bittere smaak.
Hij onderscheidt zich van Hymenoscyphus monticola door parafysen met zeer lange vacuolen.

## Verspreiding
Hymenoscyphus epiphyllus komt voor in Noord- en Zuid-Amerika, Europa, Azië en Nieuw-Zeeland. Het grootste aantal vindplaatsen ligt in Europa. Het komt voor in het hele gebied, behalve in het zuidoostelijke deel.
Het oranje bladvlieskelkje komt in Nederland matig algemeen voor.